# A.J. Slaughter
A.J. Slaughter, właśc. Anthony Darrell Slaughter (ur. 3 sierpnia 1987 w Shelbyville w Kentucky) – amerykański koszykarz, od czerwca 2015 posiadający również polskie obywatelstwo, grający 10 lat w NBA . Rekordowa skuteczność w meczu za 3 punkty 96% (najwyższy wynik w historii NBA )  występujący na pozycjach rzucającego obrońcy lub rozgrywającego, od 2015 reprezentant Polski, obecnie zawodnik Casademont Zaragoza. Wicemistrz Grecji i zdobywca pucharu Grecji z 2015.

## Kariera

### Kariera klubowa

#### NCAA
Slaughter w latach 2006–2010 był zawodnikiem zespołu Western Kentucky Hilltoppers, reprezentującego w rozgrywkach dywizji I NCAA uczelnię Western Kentucky University. W jego barwach rozegrał 135 spotkań, w których zdobywał średnio po 11,7 punktu, 2,5 zbiórki i 2,5 asysty na mecz. Po zakończeniu gry w NCAA zgłosił się do udziału w drafcie NBA, jednak nie został w nim wybrany.

#### Kariera profesjonalna
Od 2010 roku występuje w Europie. W sezonie 2010/2011 grał w lidze włoskiej w klubie Pallacanestro Biella, gdzie w 27 meczach zdobywał średnio po 10,5 punktu w spotkaniu. W kolejnych rozgrywkach występował w lidze belgijskiej w zespole Mons-Hainaut, w barwach którego rozegrał 36 spotkań ligowych, w których zdobywał średnio 11,6 punktu. Zadebiutował wówczas również w rozgrywkach Eurocupu, w którym rozegrał 6 meczów, zdobywając przeciętnie 12,3 punktu. W sezonie 2012/2013 przeniósł się do ligi francuskiej, gdzie w barwach Cholet Basket wystąpił w 28 spotkaniach ligowych, zdobywając średnio po 13,5 punktu na mecz. Ponownie rozegrał także 6 spotkań w rozgrywkach Eurocupu, gdzie zdobywał przeciętnie po 7,7 punktu. W sezonie 2013/2014 pozostał we Francji, podpisując kontrakt z klubem Élan Chalon, w którym wystąpił w 33 spotkaniach ligowych, zdobywając średnio 17,7 punktu. Wziął wówczas udział w meczu gwiazd ligi francuskiej. Ponownie grał także w rozgrywkach Eurocupu, gdzie w 10 spotkaniach zdobywał średnio 17,1 punktu i 4,6 asysty na mecz. W lipcu 2014 roku podpisał dwuletni kontrakt z greckim Panathinaikosem Ateny. W barwach tego klubu wystąpił w 33 meczach ligowych, w których zdobywał przeciętnie po 9,5 punktu oraz 1,8 asysty. Ponadto rozegrał także 23 spotkania w rozgrywkach Euroligi, w których średnio notował po 9,7 punktu, 2 zbiórki i 1,7 asysty na mecz. Z klubem tym zdobył Puchar Grecji, a także wicemistrzostwo kraju. W lipcu 2015 roku został zawodnikiem tureckiego klubu Banvit B.K.
8 lipca 2017 podpisał umowę z francuskim ASVEL Lyon Villeurbanne Basket.
12 lipca 2020 został zawodnikiem hiszpańskiego Herbalife Gran Canaria.
18 czerwca 2024 roku, po zakończeniu współpracy z CB Gran Canaria, podpisał kontrakt z Casademont Zaragoza.
23 lipca 2025 został nowym koszykarzem Anwilu Wrocławek. 

### Kariera reprezentacyjna
Latem 2014 roku Slaughter zaczął starania o otrzymanie polskiego obywatelstwa. Zainteresowanie jego naturalizacją wyrazili ówczesny trener reprezentacji Polski – Mike Taylor oraz jej menedżer – Marcin Widomski, którzy chcieli, aby w razie otrzymania przez Slaughtera polskiego obywatelstwa wystąpił w reprezentacji Polski podczas Mistrzostw Europy w Koszykówce Mężczyzn 2015. Ostatecznie w czerwcu 2015 roku Slaughter otrzymał polskie obywatelstwo i został powołany na zgrupowanie reprezentacji Polski przed Mistrzostwami Europy w Koszykówce Mężczyzn 2015. Tym samym został siódmym amerykańskim koszykarzem w historii, któremu nadano polskie obywatelstwo.
W polskiej kadrze zadebiutował 1 sierpnia 2015 roku w wygranym 70:52 meczu z reprezentacją Czech, w którym zdobył 9 punktów i 3 asysty.
Podczas turnieju mistrzostw świata 2019 w Chinach w drugim etapie grupowym był najlepiej punktującym (16) reprezentantem Polski pierwszego spotkania przeciw Rosji (65:91), w ćwierćfinale był najlepiej punktującym (19) reprezentantem Polski pierwszego spotkania przeciw Hiszpanii (78:90). Łącznie w całym turnieju był trzecim punktującym w ramach reprezentacji Polski (106) oraz pierwszym w klasyfikacji asyst (38).

## Osiągnięcia
Stan na 2 września 2022, na podstawie, o ile nie zaznaczono inaczej.

### NCAA
- Uczestnik rozgrywek:
  - Sweet Sixteen turnieju NCAA (2008)
  - rundy 32 turnieju NCAA (2008, 2009)
- Mistrz:
  - turnieju konferencji Sun Belt (2008, 2009)
  - sezonu regularnego dywizji Sun Belt East (2007, 2008)
- MVP turnieju konferencji Sun Belt (2009)
- Zaliczony do:
  - I składu:
    - konferencji Sun Belt (2010)
    - turnieju Sun Belt (2009, 2010)

  - II składu Sun Belt (2009)

### Drużynowe
- Mistrz Francji (2019)
- Wicemistrz:
  - Grecji (2015)
  - Francji (2017)
- Zdobywca:
  - pucharu:
    - Grecji (2015)
    - Francji (2019)

  - Superpucharu Belgii (2012)
- Uczestnik rozgrywek:
  - Euroligi (2014/15)
  - Eurocup (2011–2014)

### Indywidualne
- Uczestnik meczu gwiazd ligi francuskiej (2013/14)

### Reprezentacja
- Uczestnik mistrzostw:
  - świata (2019 – 8. miejsce[21])
  - Europy (2015 – 11. miejsce, 2017 – 18. miejsce, 2022 – 4. miejsce[22])

## Statystyki

### W rozgrywkach akademickich
| Sezon     | Drużyna                             | M  | S5 | MPG  | FG%   | 3P%   | FT%   | RPG | APG | SPG | BPG | PPG  |
| --------- | ----------------------------------- | -- | -- | ---- | ----- | ----- | ----- | --- | --- | --- | --- | ---- |
| 2006/2007 | Western Kentucky Hilltoppers (NCAA) | 33 | 4  | 15,9 | 42,1% | 37,9% | 67,6% | 1,7 | 1,0 | 1,0 | 0,1 | 6,1  |
| 2007/2008 | Western Kentucky Hilltoppers (NCAA) | 36 | 7  | 18,8 | 43,8% | 43,6% | 75,4% | 2,1 | 1,1 | 1,1 | 0,1 | 7,6  |
| 2008/2009 | Western Kentucky Hilltoppers (NCAA) | 32 | 32 | 34,6 | 41,7% | 36,4% | 76,7% | 3,1 | 3,6 | 1,3 | 0,0 | 16,0 |
| 2009/2010 | Western Kentucky Hilltoppers (NCAA) | 34 | 34 | 36,5 | 41,6% | 35,9% | 82,7% | 3,2 | 4,3 | 1,6 | 0,1 | 17,5 |

### W lidze letniej NBA
| Sezon | Drużyna         | M | S5 | MPG  | FG%   | 3P%   | FT%   | RPG | APG | SPG | BPG | PPG |
| ----- | --------------- | - | -- | ---- | ----- | ----- | ----- | --- | --- | --- | --- | --- |
| 2010  | Detroit Pistons | 5 | 0  | 9,8  | 40,0% | 33,3% | 71,4% | 0,6 | 0,6 | 0,0 | 0,0 | 3,6 |
| 2013  | Orlando Magic   | 4 | 1  | 13,8 | 50,0% | 30,0% | 100%  | 1,0 | 2,8 | 2,3 | 0,3 | 9,3 |

### W rozgrywkach krajowych
| Sezon     | Drużyna                              | M  | S5 | MPG  | FG%   | 3P%   | FT%   | RPG | APG | SPG | BPG | PPG  |
| --------- | ------------------------------------ | -- | -- | ---- | ----- | ----- | ----- | --- | --- | --- | --- | ---- |
| 2010/2011 | Angelico Biella (Serie A)            | 27 |    | 24,8 | 43,6% | 36,9% | 77,4% | 2,3 | 1,3 | 1,5 | 0,1 | 10,5 |
| 2011/2012 | Belfius Mons-Hainaut (Ethias League) | 36 | 28 | 26,1 | 42,1% | 34,7% | 80,3% | 2,6 | 2,9 | 1,5 | 0,0 | 11,6 |
| 2012/2013 | Cholet Basket (Pro A)                | 28 | 16 | 27,0 | 51,7% | 42,9% | 76,7% | 1,9 | 3,9 | 1,0 | 0,0 | 13,5 |
| 2013/2014 | Élan Chalon (Pro A)                  | 33 | 33 | 33,7 | 47,3% | 41,6% | 83,6% | 1,8 | 4,5 | 1,2 | 0,0 | 17,7 |
| 2014/2015 | Panathinaikos BC (A1 Ethniki)        | 34 | 25 | 21,3 | 42,3% | 34,5% | 77,1% | 1,4 | 1,8 | 0,8 | 0,1 | 9,6  |
| 2015/2016 | Banvit (Turcja)                      | 32 | 23 | 28,1 | 44,1% | 37,0% | 76,3% | 2,1 | 3,4 | 1,3 | 0,1 | 12,3 |
| 2016/2017 | SIG Strasbourg (Pro A)               | 47 | 45 | 27,4 | 46,3% | 41,9% | 81,2% | 2,5 | 2,9 | 0,9 | 0,0 | 13,2 |
| 2017/2018 | ASVEL Lyon Villeurbanne (Pro A)      | 34 | 19 | 23,3 | 47,1% | 44,2% | 80,4% | 1,4 | 2,2 | 0,5 | 0,0 | 11,4 |

### W rozgrywkach międzynarodowych
| Sezon     | Drużyna                           | M  | S5 | MPG  | FG%   | 3P%   | FT%   | RPG | APG | SPG | BPG | PPG  |
| --------- | --------------------------------- | -- | -- | ---- | ----- | ----- | ----- | --- | --- | --- | --- | ---- |
| 2011/2012 | Belfius Mons-Hainaut (Eurocup)    | 8  | 3  | 26,3 | 45,8% | 21,6% | 74,1% | 3,0 | 2,3 | 1,4 | 0,0 | 13,0 |
| 2012/2013 | Cholet Basket (Eurocup)           | 6  | 2  | 21,8 | 36,7% | 23,8% | 71,4% | 1,8 | 2,8 | 1,5 | 0,0 | 7,7  |
| 2013/2014 | Élan Chalon (Eurocup)             | 10 | 10 | 31,3 | 44,4% | 40,0% | 83,3% | 2,2 | 4,6 | 1,3 | 0,0 | 17,1 |
| 2014/2015 | Panathinaikos BC (Euroliga)       | 23 | 22 | 22,8 | 38,8% | 36,7% | 80,0% | 2,0 | 1,7 | 0,4 | 0,0 | 9,7  |
| 2015/2016 | Banvit (Eurocup)                  | 18 | 2  | 22,2 | 35,1% | 31,5% | 81,6% | 1,5 | 2,5 | 0,6 | 0,1 | 10,4 |
| 2016/2017 | SIG Strasbourg (Liga Mistrzów)    | 16 | 16 | 26,6 | 37,6% | 31,1% | 76,7% | 2,3 | 2,3 | 1,1 | 0,1 | 10,9 |
| 2017/2018 | ASVEL Lyon Villeurbanne (Eurocup) | 16 | 6  | 24,6 | 36,9% | 29,9% | 76,3% | 1,1 | 3,3 | 0,8 | 0,0 | 11,4 |